# São Pedro de Fins de Tamel
São Pedro de Fins de Tamel is een plaats (freguesia) in de Portugese gemeente Barcelos en telt 551 inwoners (2001).

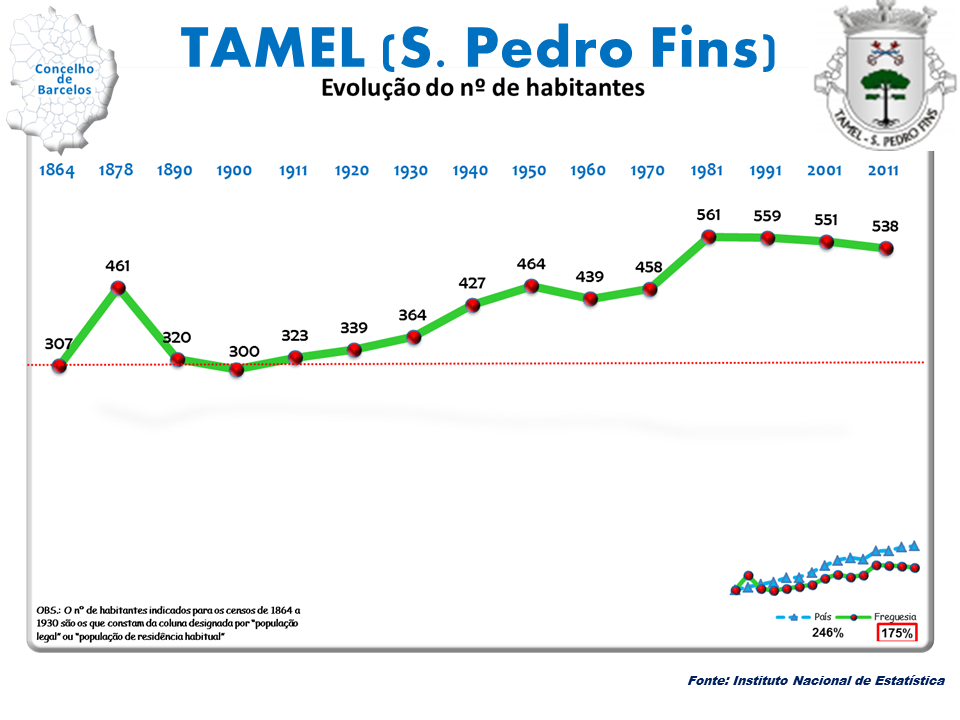
Bevolkingsontwikkeling tussen 1864 en 2011